# Justa (desporto)

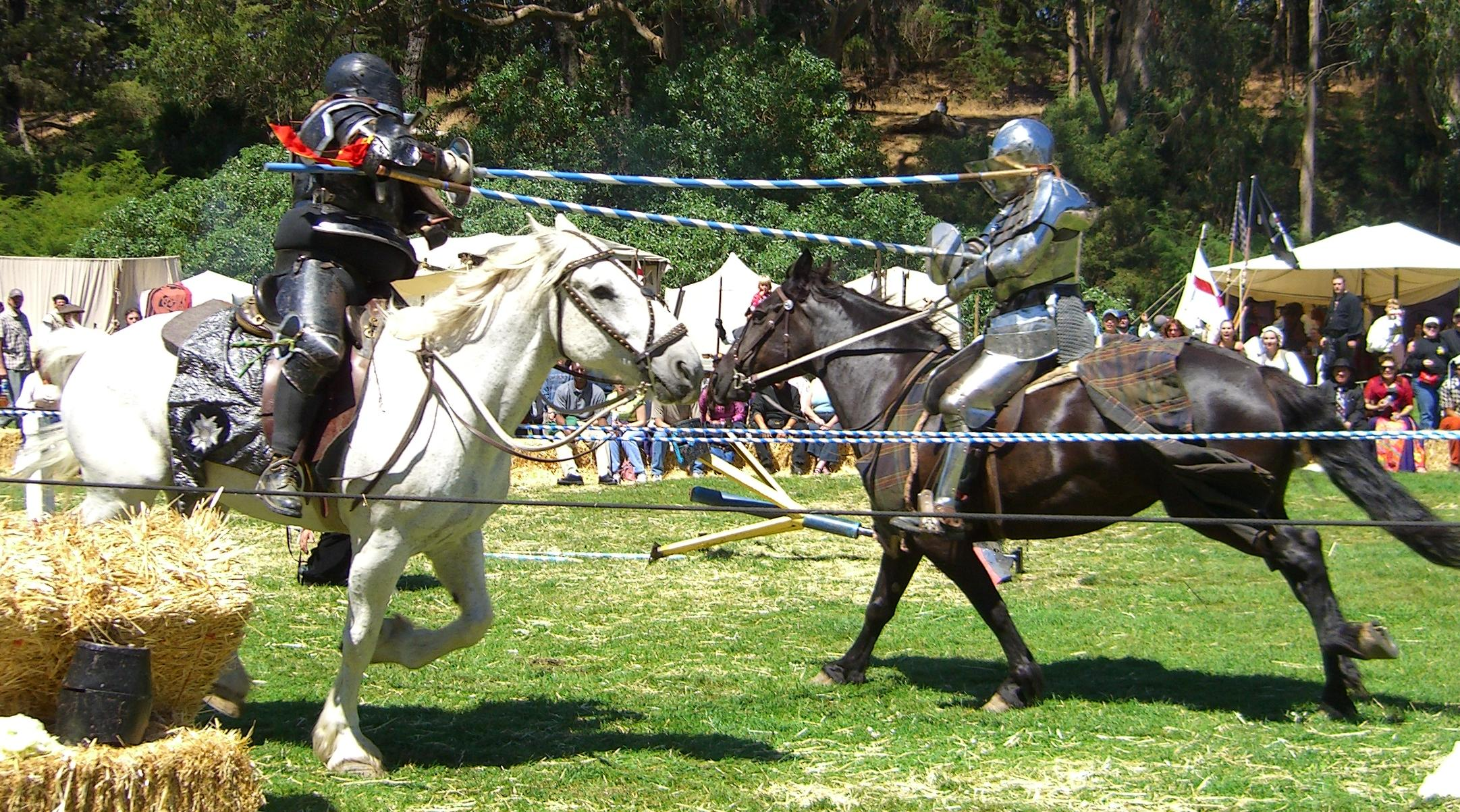
Combate numa feira renascentista.

Justa é um desporto jogado por dois cavaleiros com armaduras montados em cavalos. Consiste numa competição marcial entre dois cavaleiros montados, usando uma variedade de armas, geralmente em grupos de três por arma (como a inclinação com um lança, golpes com machados, ou golpes com a espada), entre outros, muitas vezes, como parte de um torneio.
A justa foi um jogo marcial na Idade Média, sendo necessário ter uma habilidade muito grande para praticar este desporto. Embora o primeiro torneio foi feito em 1066, a justa não ganhou popularidade generalizada até o século XII. É mantido o seu estatuto como um desporto popular europeu até ao início do século XVII.
A justa foi incorporada em torneios vários séculos após a sua estreia. O torneio permitiu uma melhor exibição da habilidade individual e, embora perigosa, ofereceram grandes somas de dinheiro do prémio. Muitos cavaleiros fizeram a sua fortuna com esses eventos, enquanto muitos perderam a fortuna ou mesmo a vida. Por exemplo, Henrique II da França morreu quando uma lança do seu adversário atravessou a sua viseira e a quebrou em fragmentos, cegando o olho direito e penetrando na sua órbita direita e têmpora.